# جامع محمد الغوث (مسجد القاضي)
جامع محمد الغوث أو (مسجد القاضي)، من مساجد العراق القديمة الأثرية التراثية، ويقع في محلة الحلوجية في الصوب الكبير من مدينة كركوك، شيد وبني من قبل القاضي محمد الغوث ابن علي صاحب الخيرات وهو من عشيرة المفتي عام 1173 هـ/ 1759م، ويحتوي الجامع على محفل للقراء، وتبلغ مساحة الحرم حوالي 80م2، وتتوسط الحرم قبة كبيرة منقوش عليها من الداخل زخرفة جميلة على الطراز المعماري لمساجد الدولة العثمانية، وكان يدير الجامع الملا علي الليلاني، الذي توفي في عقد السبعينيات من القرن العشرين، وأجريت أعمال الصيانة والتجديد فيهِ عدة مرات، وجُدد مرة في سنة 2010. وآخر تجديد للجامع كان في عام 1434هـ/ 2012م.
ويحتوي الجامع على غرفة للامام وخدم الجامع.
وتقام في الجامع حالياً صلاة الجمعة وصلاة العيدين والصلوات الخمس المكتوبة.